# Senecio saposhnikovii
Senecio saposhnikovii là một loài thực vật có hoa trong họ Cúc. Loài này được Krasch. & Schipcz. miêu tả khoa học đầu tiên.